# Hevajra
Hevajra (tibetisch ཀྱེ་རྡོ་རྗེ Wylie kye rdo rje) ist die Hauptgottheit des nach ihm benannten Tantra, des Hevajratantras, das zu den Schriften des Vajrayâna, einer Richtung des Mahayana, gehört. Der uns heute vorliegende Text wurde gegen Ende des achten Jahrhunderts n. Chr. in Indien zusammengestellt und einige Zeit später ins Tibetische und Chinesische übertragen. Hevajra zählt zu den sogenannten Acht großen Herukagottheiten (Bluttrinkern), neben Hayagriva, Guhyasamaja, Chakrasamvara, Vajrakilaya, Yamantaka, Amrita und Mamo.

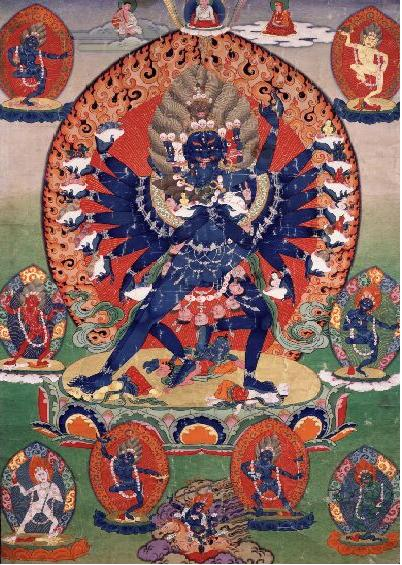
Hevajra

## Zielsetzung
Die Zielsetzung der Tantras ist identisch mit der der buddhistischen Lehrreden (Sanskrit: sûtra): die Befreiung aus dieser Welt, dem samsâra – jedoch sind die dazu verwandten Mittel vermehrt: nicht allein ethisches Verhalten, Weisheit und Meditation werden eingesetzt, sondern auch Rituale, sâdhanas (bildliche Meditationen), Mantras (d. i. das Rezitieren von Wörtern bzw. kurzen Zusammenstellungen von Wörtern), Mandalas, Initiationen, selbst Magie und Sexualität.
Die Tantras werden in den Schulen der Neuen Übersetzungen nach dem Tibeter Bu-ston (1290–1364) in vier Klassen eingeteilt: kriyâ, caryâ, yoga und anuttarayoga. Anuttarayoga-Tantra entspricht dem Mahayogatantra der Schule der alten Übersetzungen. Die Anuttarayoga-Tantras können in männliche (upâya, dâka, pitr, Vater) Tantras wie das Guhyasamâjatantra, weibliche (prajñâ, yoginî, dâkinî, matr, Mutter) wie das Hevajratantra und nichtduale Tantras eingeteilt werden.

## Das Hevajratantra
Das Hevajratantra, ein weibliches Grundtantra der anuttarayoga-Klasse, erblickte gegen Ende des achten Jahrhunderts n. Chr. das Licht der Literatur. Kampala und Saroruha alias Padmavajra, beides Lehrer am Hofe des Königs Indrabhûti II., zeichnen als seine Kompilatoren verantwortlich. Zuvor soll sich bereits der von Târanâtha erwähnte Dombîheruka, Schüler der Sahajayoginî Cintâ, mit dem Hevajratantra beschäftigt haben; von ihm ist im Sâdhanamâlâ, Nummer 228, ein Sâdhana (Meditationsanleitung) der Nairâtmyâ samt ihrer Gruppe von Yoginîs (weiblicher Gottheiten) überliefert, das dem Text im Hevajratantra entspricht.
Innerhalb des tantrischen Mandala-Systems ordnet sich das Hevajratantra zur Vajra-Familie Akshobhyas; dieser ist mit "Zorn" verbunden und steht hier in der Mitte des Mandala (siehe II,iv,99), das aus drei, fünf aber auch sechs Familien bestehen kann (II,iv,100-103).

### Inhalt des Hevajratantra
Der Text beginnt damit, die Personen des Tantras und ihre Beziehungen zueinander vorzustellen: Hevajra, Nairâtmyâ, seine prajñâ [dâkinî, hinduistisch: shakti], und die anderen Gottheiten dieses Mandalas. Dazu werden im Folgenden die zu Meditation und Ritual nötigen mantras aufgeführt. Weitere Kapitel behandeln die Reinigungen, die Weihungen von Orten, die Weihen bzw. Initiationen, die geheime Sprache, die Opfergaben, das Anfertigen von Bildern, magische Rituale.
Grundtendenz tantrischer Schriften ist es, diese Welt als Mittel zur Befreiung zu verwenden:
„Mit demselben Gift, von dem ein Weniges ein lebendes Wesen töten würde, wird jener, der das Wesen von Gift versteht, indem er dies Gift benutzt, dies Gift vertreiben.“ (II,ii,46)
„Durch jenes, durch das die Welt gebunden ist, durch ebendies werden die Bande aufgehoben.“ (I,x,19)
Wie in der europäischen Mystik und Magie entspricht das Innere dem Äußeren, das Unten dem Oben:
„Der ganze Kosmos steigt in mir auf, in mir steigt die dreifache Welt auf, von mir durchdrungen ist dies alles, aus nichts anderem besteht diese Welt.“ (I,viii,39)
(Zitate aus der deutschen Ausgabe, s. u.)

### Kommentare zum Hevajratantra
Als Kommentare zum Hevajratantra wurden u. a. verfasst: Yogaratnamâlâ, von Krishna alias Kânha, einem Zeitgenossen des Königs Devapâla, der zu Anfang des 9. Jahrhunderts lebte; weitere von seinem Schüler Bhadrapala, der die Tradition an Tilopa (etwa 928-1009) weitergab, dessen Schüler dann der berühmte Nâropa (etwa 956-1040) war, der die Lehren wiederum an den Tibeter Marpa (1012–1097) weiterreichte, von dem gesagt wird, er habe das Hevajratantra mit acht Yoginîs praktiziert. Tankadâsa, ein Mönch der großen buddhistischen Universität Nâlandâ, und Ratnâkarashânti, ein Mönch von Vikramashîla, Dharmakîrti und Vajragarbha verfassten in der darauffolgenden Zeit weitere Kommentare, von denen der Vajragarbhas der ausführlichste und nützlichste ist, da er nicht allein die innere Bedeutung aufzeigt, sondern auch die damit verbundenen Riten. Er bezieht sich auf eine längere Version des Hevajratantras in 32 Kapiteln und 500.000 shlokas, von der Spuren in einzelnen Sâdhanas wie dem Dombîherukas zu finden sind, dessen Gesamttext jedoch als verschollen gelten muss.

### Übersetzungen
Die tibetische Übersetzung durch den indischen Gelehrten Gayadhara zusammen mit dem Tibeter Drogmi Lotsawa Shâkya Yeshe, einem Vorvater der Sakya-Schule, beide Schüler des indischen Mahâsiddha Avadhûtipa, datiert in das Jahr 1043; sie wurde im 15. Jahrhundert von Gö Lotsawa Shônnu Pal überarbeitet.
Die chinesische Übersetzung durch Fa-hu, Dharmapâla, fand in der Zeit zwischen dem 11. Februar 1054 und dem 30. Januar 1055 während der nördlichen Songzeit im Institut für Übersetzungen des Kanons, I-ching Yüan, zu Pien-Liang, heute K’ai-feng in Ho-nan statt.

### Zu Text und Sprache des Hevajratantras
Die Sprache des Hevajratantras ist nicht homogen, sondern, abgesehen vom wenig klassischen Sanskrit, weder in der Terminologie noch in der verwendeten Sprachstufe einheitlich. Snellgrove sagt dazu in seiner Ausgabe: "Yet as will be seen, this work has all the defects of its class. Little attention is paid to grammar and even less to scansion. The style is often crude and disjointed, and the whole work shows no logical construction" (Snellgrove: HT, vol. I, p. 10).
Ebenso ist der Aufbau des Gesamttextes nicht folgerichtig, sondern die Themen werden in loser Reihenfolge vorgetragen, dann teils fragmentarisch behandelt und wiederaufgegriffen.
Magische Formeln und Riten werden oftmals unvermittelt in den Text eingefügt.
Einige Stellen sind in „intentionaler Sprache“ (Sanskrit: sandhyâ-bhâshâ) verfasst. Dies bedeutet grundsätzlich, dass Textpassagen, wie Candrakîrti in seinem Kommentar zum Guhyasamâjatantra schreibt, mehrere Bedeutungsebenen besitzen können: eine wörtliche, eine in Hinblick auf den Zusammenhang, eine, die auf die höchste Weisheit hinweist, und eine, die diese enthält, obgleich sie sich der Sprache entzieht.
Zusammenfassend kann festgehalten werden, dass schon aufgrund dieser komplexen Struktur ohne Gesamtstudium des Textes kein Verstehen möglich ist.
Man muss bedenken, dass die Termini technici des buddhadharma teils eine lange indische Vorgeschichte haben, so dass für den mittelalterlichen indischen Tantriker in einem buddhistischen Begriff frühere Bedeutungsebenen mitschwingen. Das offensichtlichste Beispiel für ein solches Mitschwingen früherer Bedeutungsebenen findet sich im Hevajratantra II,ix,18: "Der erste der Veden" das ist om, ein Laut, dem sich die upanishads ausführlich widmen.
Ferner muss stets berücksichtigt werden, dass sich der buddhistische Tantrismus nicht abgeschlossen von der restlichen Gesellschaft entwickelte, also auf den hinduistischen Tantrismus einwirkte und Einflüsse von ihm wie vom chinesischen Daoismus empfing.

## Übertragung des Hevajratantra in Tibet
Das Hevajra-Tantra wird vornehmlich in den Schulen der Neuen Übersetzungstraditionen des tibetischen Buddhismus übertragen und praktiziert. Insbesondere in der Sakya-Schule liegt ein Schwerpunkt der Übertragung auf dem Hevajratantra in Form der sogenannten "13 goldenen Belehrungen". Basierend auf der Literatur über das Hevajratantra und Lehren des Mahâsiddha Virûpa entwickelte man hier die Methodik von Pfad und Frucht (tibetisch: lam-'bras). Aber auch in der Kagyü-Schule werden das Hevajratantra und dessen Praxis gelehrt (vergleiche Snellgrove HT, vol. I, p. 10).